# Congreso de Sevilla (1882)

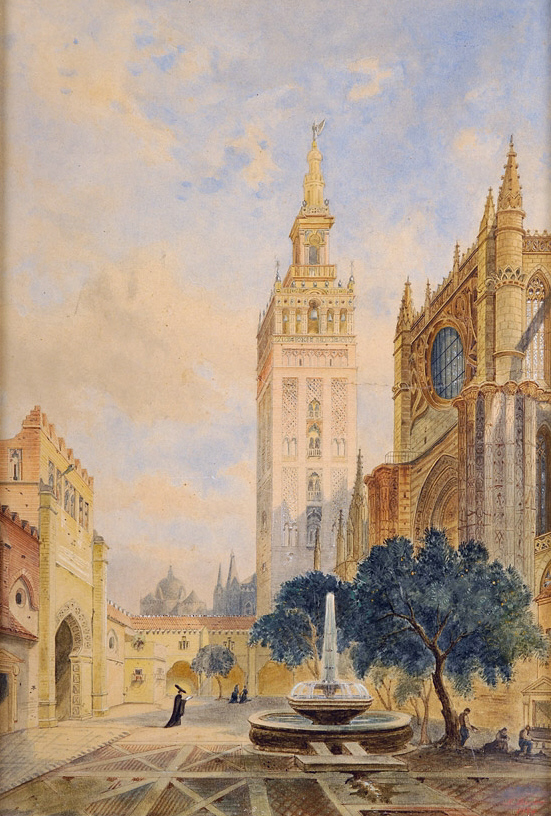
Acuarela de la Catedral y de la Giralda de Sevilla (1884).

El Congreso de Sevilla fue el II Congreso de la recién creada Federación de Trabajadores de la Región Española celebrado en Sevilla (España) en septiembre de 1882 durante el reinado de Alfonso XII.

## Antecedentes
La Federación de Trabajadores de la Región Española se había fundado en el Congreso Obrero de Barcelona de 1881 después de que el gobierno liberal de Práxedes Mateo Sagasta hubiera reconocido el derecho de asociación poniendo fin así al periodo de obligada clandestinidad de su antecesora, la Federación Regional Española de la AIT. Al año siguiente la FTRE ya contaba con unos 60.000 afiliados, lo que como ha destacado Clara Lida, no deja de ser sorprendente ya que tras casi diez años de persecución y de clandestinidad el movimiento anarquista español lejos de desaparecer había resurgido con tanta fuerza, pasando de 30.000 afiliados en 1873, con la FRE-AIT, a 60.000 en 1882, con la FTRE. Lida ha destacado también que el «perfil» de la nueva FTRE era muy distinto del de la FRE-AIT de ocho años antes. «A diferencia de 1873, cuando predominaban las zonas manufactureras, industriales y urbanas de Barcelona, Valencia (incluyendo Alicante) y Madrid, el perfil de los nuevos militantes en 1882 era fuertemente andaluz, con gran peso de las organizaciones agrarias que durante una década se habían aglutinado en la Unión de Trabajadores del Campo (UTC), específicamente orientada a organizar al proletariado agrícola dentro de la Federación española».

## Desarrollo
El Congreso se celebró entre el 24 y el 26 de septiembre de 1882 en el teatro Cervantes de Sevilla. Asistieron 251 delegados en representación de 8 Uniones de oficio —la más importante la de Trabajadores del Campo que contaba con 20.915 afiliados, seguida de la de Manufactureros, con 10.000— y de 218 Federaciones locales, más de la mitad de Andalucía —130 que agrupan a 38.000 afiliados, lo que suponía casi dos tercios del total—, seguida de Cataluña con 53 Federaciones que agrupaban a 13.000 afiliados.
En el Congreso se enfrentaron por primera vez los anarcocolectivistas y «legalistas», encabezados por el catalán Josep Llunas —que fue elegido miembro de la Comisión Federal— y el gallego Ricardo Mella, y los anarcocomunistas e insurreccionalistas, encabezados por el andaluz Miguel Rubio. Llunas afirmó que para alcanzar la revolución había que luchar «con las armas de la razón y de la inteligencia, instruyéndonos e ilustrándonos, en una palabra, por medio de la revolución científica, no en motines y asonadas». En relación directa con esta cuestión se discutió sobre la legalidad o ilegalidad del movimiento. «Mientras unos, sobre todo los sindicalistas catalanes, querían un movimiento público que estructurase un obrerismo lo más masivo posible y legal, otros, sobre todo en Andalucía, deseaban que mantuviera su carácter secreto y revolucionario, y estuviera dispuesto a practicar la propaganda por el hecho. La conflictividad en el campo andaluz pondría a prueba las tensiones y diferencias entre ambos modelos».
En el manifiesto aprobado en el Congreso triunfaron las tesis moderadas anarcocolectivistas y legalistas —se proclamó, por ejemplo, que las huelgas «cuando forzosamente no podamos evitarlas, las haremos reglamentarias y solidarias»— lo que fue aplaudido por la prensa liberal, como el influyente diario madrileño El Imparcial que destacó que «los obreros anarquistas de España» —a diferencia de lo que estaba sucediendo en Francia donde «los partidarios de la anarquía y del colectivismo se presentan en sus reuniones como furiosos energúmenos pidiendo sangre y exterminio»— «acaban de celebrar su congreso anual con tal corrección en los procedimientos, tanta templanza en las formas y tal unanimidad en los acuerdos, que bien podía por cierto servir de lección a muchas asambleas políticas de doctores en costumbres parlamentarias».
Sin embargo, la «unanimidad» en el seno de la FTRE no era tal, como lo demostró que los ilegalistas poco después de la celebración del Congreso de Sevilla constituyeran una nueva federación bajo el nombre de Los Desheredados. En su órgano de prensa La Revolución Social denunciaron años después que la Comisión federal no había difundido el acuerdo del Congreso de Londres de 1881 sobre la «propaganda por el hecho».
Y por otro lado tampoco estaba claro que las autoridades y los patronos fueran a tolerar la existencia de una organización anarquista que propugnaba la revolución social. Así a finales de 1882 el periódico de la FTRE La Revista Social informaba de que en algunos lugares no se contrataba a los afiliados de la organización o se les obligaba a abandonarla si querían ser contratados, y muchos otros habían perdido su trabajo por ese motivo. Asimismo el periódico denunciaba que «a las manifestaciones que los obreros en masa hacen ante los municipios pidiendo pan y trabajo», especialmente en Andalucía que estaba atravesando una grave crisis agraria, les respondían «prendiendo a los más decididos y enviando fuerzas del Ejército para mantener el orden», o enviando a la Guardia Civil a investigar las reuniones de los afiliados. Por ello el periódico reclamaba a los «poderes públicos» que no recurrieran a «medios reprobados e ilegales» para reprimir los trabajadores —«llevadnos a nosotros a los tribunales de justicia, y éstos, que nos absuelvan o nos condenen; pero no cohibáis el ánimo de los trabajadores, no los ultrajéis, no los amenacéis, no allanéis sus moradas, no los aprehendáis, no los llevéis a la cárcel cual criminales comunes».